# Gheorghe Ungurelu
Preotul Gheorghe Ungurelu (n. 1892 - d. 1952), preot paroh în Merișani (Dobrotești), județul Teleorman, a fost senator țărănist în 1946-1947, luptător anti-comunist și Președinte al Camerei Agricole Teleorman. S-a încercat de mai multe ori arestarea sa de către de către regimul comunist în anii '50 fiind însă protejat de săteni. La a treia încercare, s-a deschis focul asupra sătenilor, iar țăranul Ioniță Ticmeanu a murit. Acuzat de instigare la revoltă, a fost judecat și achitat din lipsă de probe. În aprilie 1952 a fost arestat de către Securitate, dus la șantierul de la Bicaz și apoi transferat în lagărul Ghencea București. 
Era fiul preotului Grigore Ungurelu și al Elenei. A avut trei copii: Aurelia Polimeride, Constantin și Nicolae.
A demarat în 1912, pe baza planului întocmit în 1893 de D. Dumitrescu, construcția Bisericii Sfinții Arhangheli Mihail și Gavril din satul Însurăței, comuna Didești, județul Teleorman. Biserica a fost sfințită de patriarhul Miron Cristea la 16 septembrie 1927.
A murit în lagărul Ghencea în noiembrie 1952 și a fost înmormântat într-o groapă comună în Jilava.